# The Yellow Kid
Mickey Dugan, mais conhecido como The Yellow Kid ("O Garoto Amarelo"), era o personagem principal de Hogan's Alley, uma das primeiras histórias em quadrinhos a ser impressa em cores. 
O artifício de usar balões para mostrar as falas dos personagens foi usado pela primeira vez com Yellow Kid, apesar de o próprio garoto só se comunicar através de mensagens que apareciam inscritas em sua roupa. Ele usava um jargão cheio de gírias, numa linguagem típica dos guetos. 
The Yellow Kid também é famoso por sua conexão com a cunhagem do termo "yellow journalism".

## Personagem
The Yellow Kid era um garoto careca, de dentes tortos e descalço com traços e aparência chineses, que usava uma camisola amarela enorme e perambulava por um beco de favela típico de certas áreas de miséria que existiam na cidade de Nova York do final do século XIX.

## Histórico de publicação
A tira era desenhada pelo artista Richard Felton Outcault. Apareceu pela primeira vez esporadicamente na revista Truth durante 1894 e 1895, até que teve sua estréia oficial no jornal New York World em 17 de fevereiro de 1895, inicialmente em preto e branco e subsequentemente colorida a partir de 5 de maio. Outcault levou o Yellow Kid para o New York Journal American de William Randolph Hearst em 1897, mas a New York World contratou outro artista chamado George Luks para continuar a produzir as tiras, dando origem então a duas versões do personagem. Ambas chegaram ao fim em 1898.

## Influência e legado
Seu nome serviu de inspiração ao Prêmio Yellow Kid, concedido na Itália entre 1970 e 2005.